# Emile Ardolino
Emile Ardolino (Queens, 1943. május 9. – Los Angeles, 1993. november 20.) amerikai olasz színész, filmrendező, filmproducer és vágó. Ő rendezte a Dirty Dancing – Piszkos tánc (1987) című filmet, de az Apáca show (1992) is az ő nevéhez fűződik. Nyíltan vállalta melegségét.

## Életpályája
Maspeth-ben, Queens környékén született, Ester és Emilio Ardolino gyermekeként. Az Off-Broadway produkcióinak színészeként kezdte pályafutását, de hamarosan áttért az üzleti oldalra. 1967-ben megalapította a Compton-Ardolino Films nevű céget Gardner Compton-nal. Az 1970-es, 1980-as években a PBS-nél dolgozott. 1977–1981 között a Great Performances: Dance in America című munkáját 17 Emmy-díjra jelölték. 3 Emmy-díjat meg is nyert.
Ardolino Oscar-díja nyert a legjobb dokumnetumfilmnek járót, az 1983-as He Makes Me Feel Like Dancin című filmjéért. 1987-ben ő készítette a Dirty Dancing – Piszkos tánc című sikerfilmet is.
Ardolino nyíltan vállalta melegségét. 1993. november 20-án hunyt el, az AIDS szövödményében. Legutolsó filmjei a Diótörő és a Gypsy. A Gypsy-ben Bette Midler szerepelt. Ardolinot szülei mellé temették a St. John Cemetery-ben.

## Filmjei
- Great Performances: Dance in America (1977–1981)
- He Makes Me Feel Like Dancin' (1983)
- Dirty Dancing – Piszkos tánc (1987)
- Az ég is tévedhet (1989)
- Három férfi és egy kis hölgy (1990)
- Apáca show (1992)
- Diótörő (1993)
- Gypsy (1993)

## Fordítás
- Ez a szócikk részben vagy egészben  az   Emile Ardolino című angol Wikipédia-szócikk ezen változatának fordításán alapul.  Az eredeti cikk szerkesztőit annak laptörténete sorolja fel. Ez a jelzés csupán a megfogalmazás eredetét és a szerzői jogokat jelzi, nem szolgál a cikkben szereplő információk forrásmegjelöléseként.